# 哈克冰川

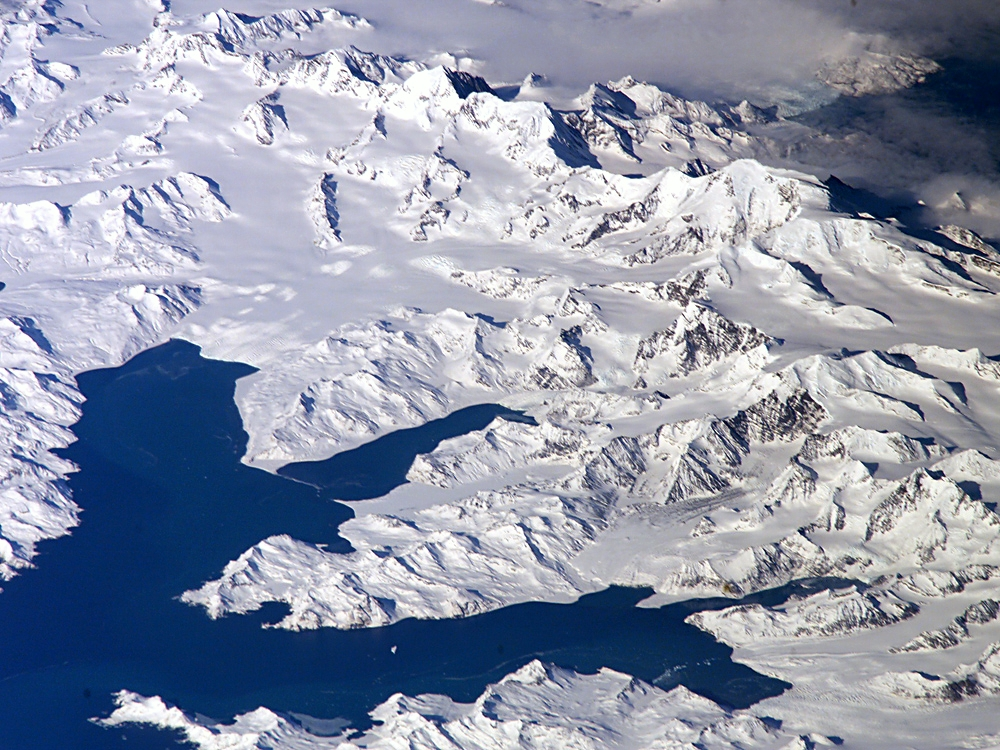

哈克冰川（英語：Harker Glacier），是南極洲的冰川，位於南喬治亞島，最終注入昆伯蘭灣，由瑞典探險隊繪入地圖，以英國地質學家命名，現時由英國海外領土管轄。